# Diuqin
Diuqin (z jazyka Mapučové „dravý pták“) byl rod ptákům velmi podobného unenlagiinního teropodního dinosaura, který žil před asi 85 miliony let (pozdní křída, geologický věk santon) na území současné provincie Neuquén v Argentině.

## Objev a význam

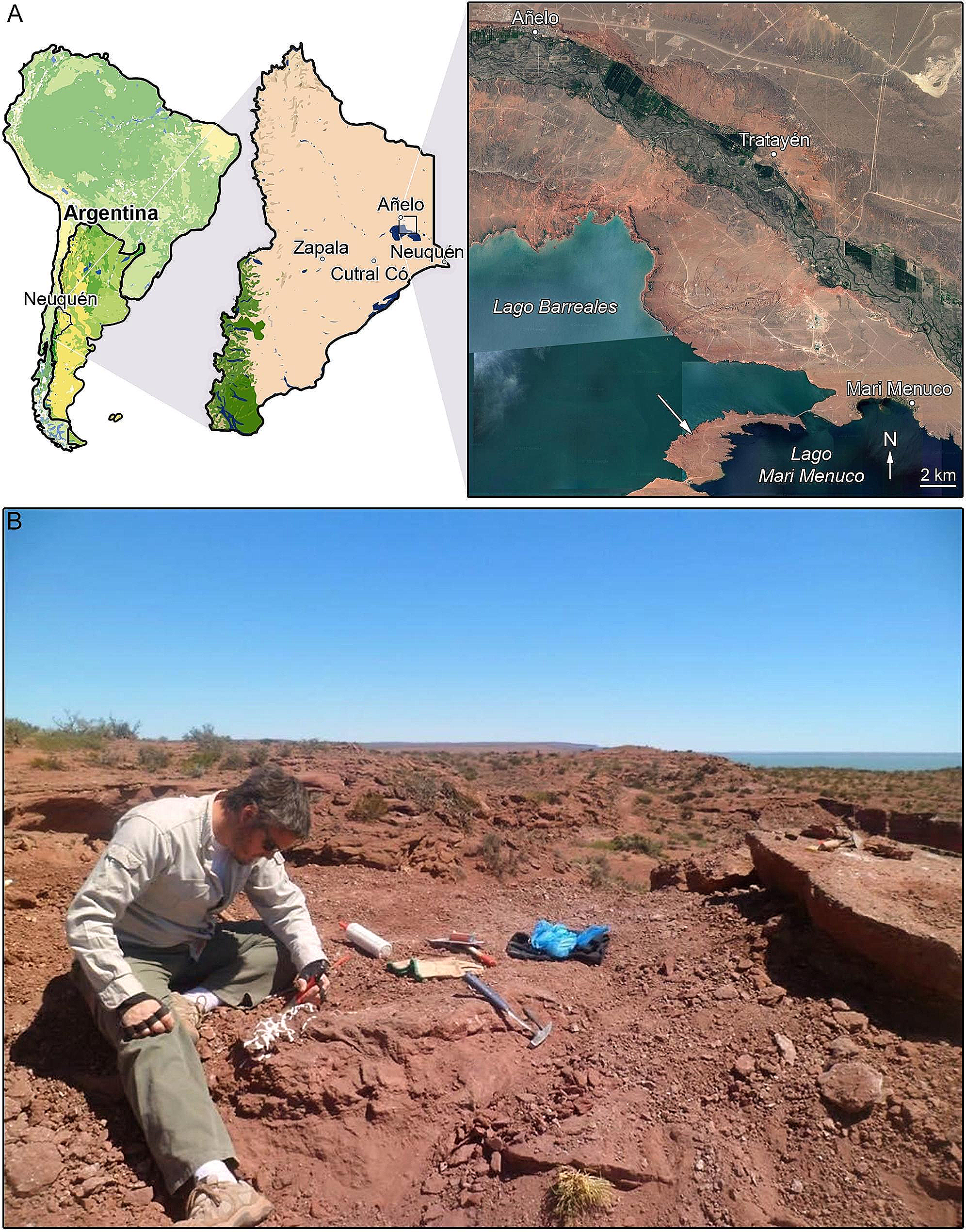
Typová lokalita objevu rodu Diuqin.

Fosilie tohoto teropoda byly objeveny v sedimentech geologického souvrství Bajo de la Carpa. Typový exemplář má podobu téměř kompletní levé pažní kosti, několika křížových a ocasních obratlů a dalších fragmentů kostry. Typový druh Diuqin lechiguanae byl formálně popsán v červnu roku 2024. Jedná se o prvního zástupce unenlaaginů, známého ze souvrství Bajo de la Carpa. Jeho objev pomohl zacelit časovou mezeru 15 milionů let mezi rodem Austroraptor, známým ze souvrství Allen a rodem Unenlagia, objeveným v souvrství Portezuelo.
Na některých fosilních kostech tohoto teropoda jsou pozorovatelné rýhy po zubech, které mohou patřit savcům, krokodýlovitým plazům nebo jiným teropodům.

## Popis

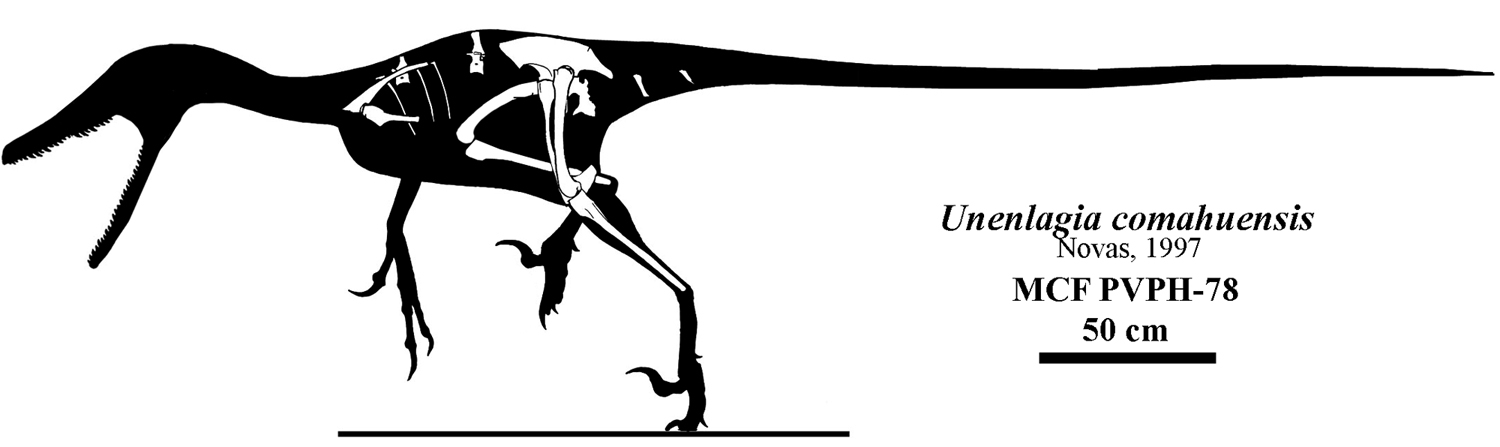
Příbuzný taxon Unenlagia - kosterní diagram a silueta.

Diuqin byl zřejmě opeřeným teropodem a stejně jako jeho příbuzní mohl dosahovat délky kolem 2,3 až 3,5 metru. Jeho hmotnost se pohybovala v řádu desítek kilogramů, podobně jako u rodu Unenlagia (kde činila podle zveřejněných odhadů asi 63 kg až 75 kilogramů. Jednalo se o menšího a štíhle stavěného predátora, lovícího menší až středně velké druhy obratlovců.
Nejspíš měl také do značné míry pneumatizovanou postkraniální část svého skeletu (množství dutin pro vzdušné vaky, zabíhající do kostí a podílející se na respiraci), podobně jako jeho vývojoví příbuzní.